# Down by the Racetrack
Down by the Racetrack è il 13° extended play del gruppo musicale statunitense Guided by Voices, pubblicato nel 2013 negli Stati Uniti d'America dalla Guided By Voices Inc. in formato in vinile da 7 pollici e in CD.

## Tracce
Tutti i brani sono stati scritti da Robert Pollard, eccetto dove diversamente indicato.
Side A:
1. It Travels Faster Through Thin Hair - 1:14
2. Pictures of the Man - 2:37
3. Amanda Gray (Tobin Sprout) - 0:44

Side B:
1. Standing in a Puddle of Flesh - 1:30
2. Copy Zero (Robert Pollard e Tobin Sprout) - 1:48
3. Down by the Racetrack (Robert Pollard e Mitch Mitchell) - 1:46